# Mistrovství světa v rallye 2003

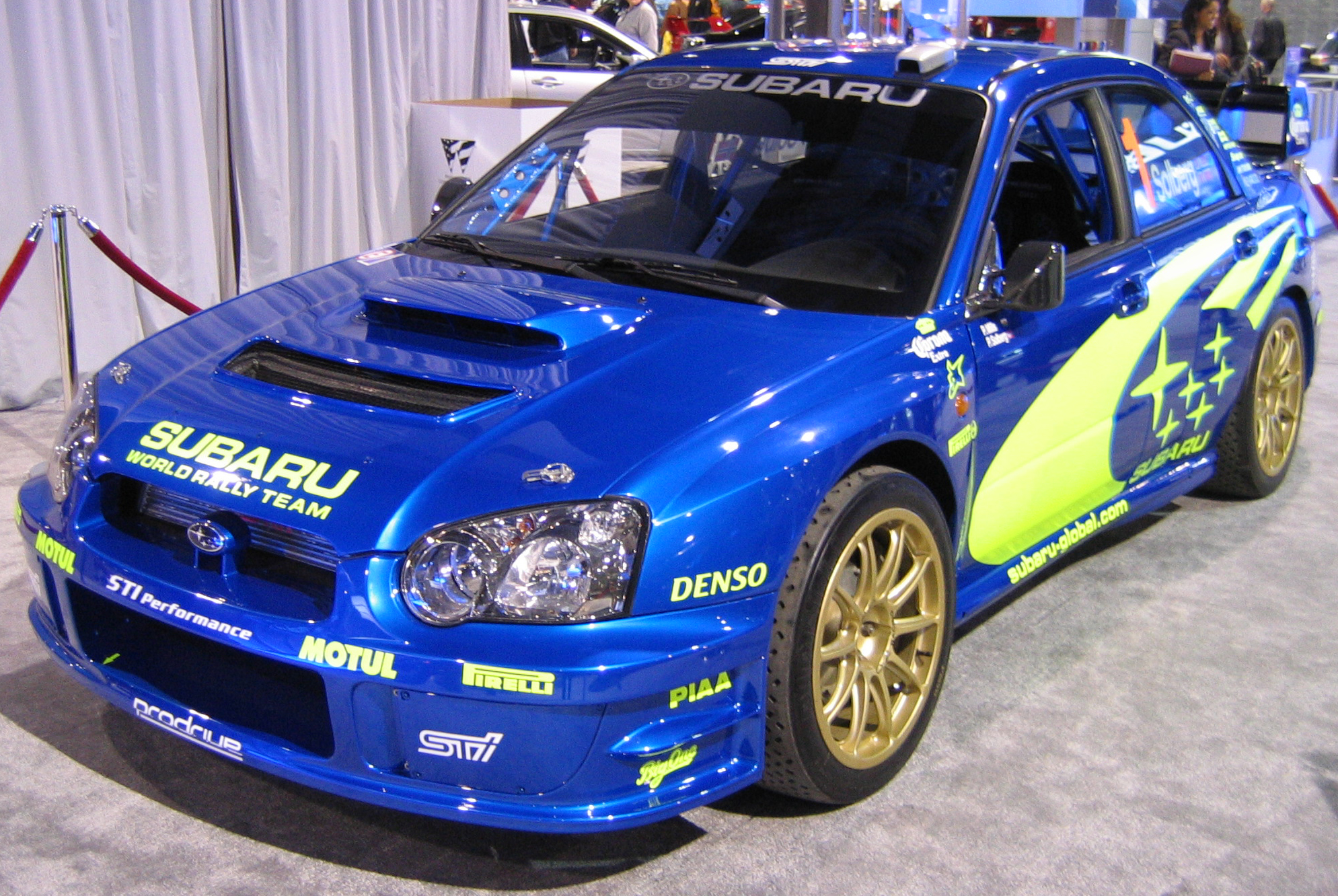
Vítěz Petter Solberg

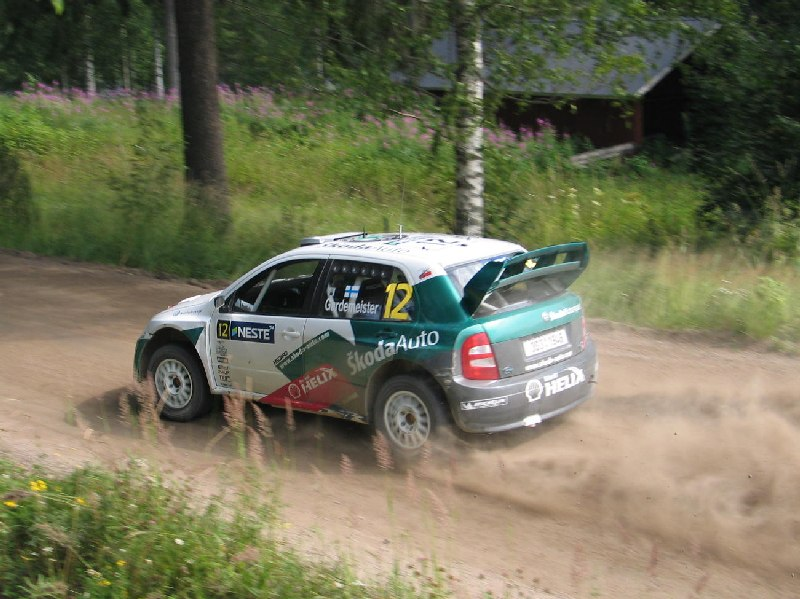
Nové WRC v MS

Mistrovství světa v rallye 2003 (anglicky World Rallye Championchip 2003) byla série závodů mistrovství světa v rallye v sezóně 2003. Vítězem se stal Nor Petter Solberg na voze Subaru Impreza WRC. Automobilka Citroen získala pohár konstruktérů.

## 71. Rallye Monte Carlo 2003
24. – 26. leden, 415,02 km (zrušeno 32,11 km), 14 rychlostních zkoušek
1. Sebastien Loeb, Daniel Elena – Citroën Xsara WRC
2. Colin McRae, Derek Ringer – Citroen Xsara WRC
3. Carlos Sainz, Marc Marti – Citroen Xsara WRC
4. Markko Martin, Michael Park – Ford Focus RS WRC 02
5. Richard Burns, Robert Reid – Peugeot 206 WRC
6. Cédric Robert, Gerald Beron – Peugeot 206 WRC
7. Francois Duval, Marc-Jean Fortin – Ford Focus RS WRC 02
8. Armin Schwarz, Manfred Hiemer – Hyundai Accent WRC 03
9. Didier Auriol, Denis Giraudet – Škoda Octavia WRC Evo3
10. Roman Kresta, Miloš Hůlka – Peugeot 206 WRC

## 52. Uddeholm Swedish Rally 2003

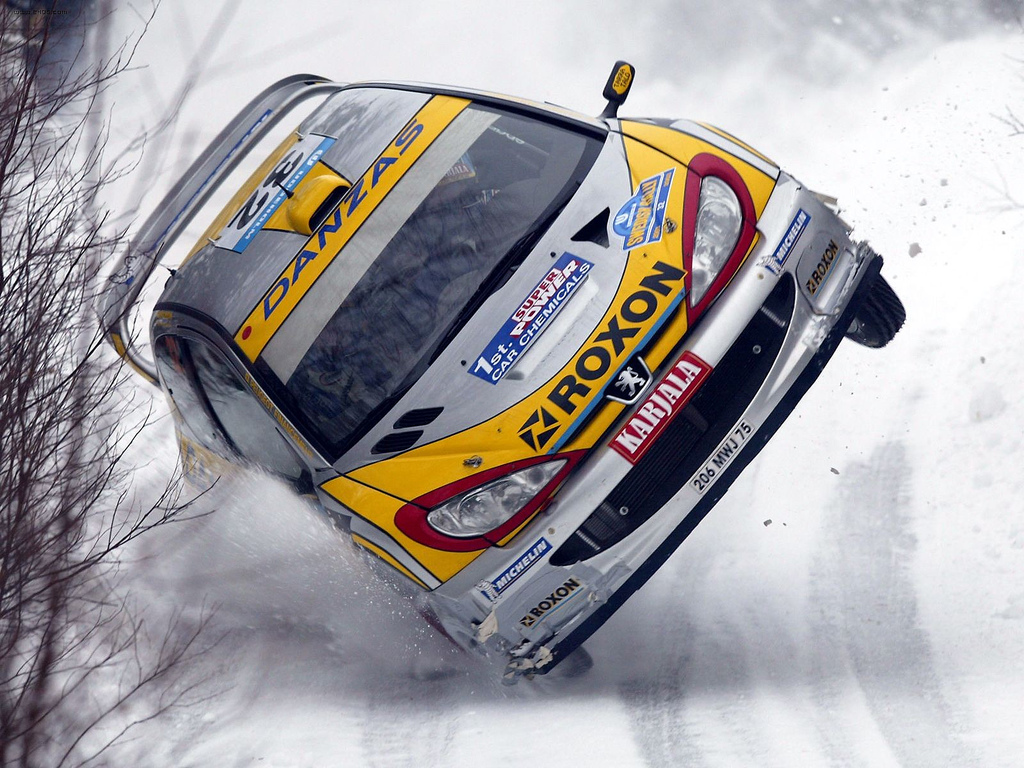
Juuso Pykälistö

7. – 9. únor, 386,91 km (zrušeno 31,66 km), 17 rychlostních zkoušek
1. Marcus Grönholm, Timo Rautiainen – Peugeot 206 WRC
2. Tommi Mäkinen, Kaj Lindstrom – Subaru Impreza WRC 03
3. Richard Burns, Robert Reid – Peugeot 206 WRC
4. Markko Martin, Michael Park – Ford Focus RS WRC 02
5. Colin McRae, Derek Ringer – Citroen Xsara WRC
6. Petter Solberg, Phil Mills – Subaru Impreza WRC 03
7. Sebastien Loeb, Daniel Elena – Citroen Xsara WRC
8. Toni Gardemeister, Paavo Lukander – Škoda Octavia WRC Evo3
9. Carlos Sainz, Marc Marti – Citroen Xsara WRC
10. Freddy Loix, Sven Smeets – Hyundai Accent WRC 03

## 4. Rally of Turkey 2003
27. únor – 2. březen, 338,24 km, 18 rychlostních zkoušek
1. Carlos Sainz, Marc Marti – Citroen Xsara WRC
2. Richard Burns, Robert Reid – Peugeot 206 WRC
3. Francois Duval, Stéphane Prévot – Ford Focus RS WRC 02
4. Colin McRae, Derek Ringer – Citroen Xsara WRC
5. Gilles Panizzi, Hervé Panizzi – Peugeot 206 WRC
6. Markko Martin, Michael Park – Ford Focus RS WRC 02
7. Toni Gardemeister, Paavo Lukander – Škoda Octavia WRC Evo3
8. Tommi Makinen, Kaj Lindstrom – Subaru Impreza WRC 03
9. Marcus Gronholm, Timo Rautiainen – Peugeot 206 WRC
10. Freddy Loix, Sven Smeets – Hyundai Accent WRC 03

## 33. Propecia Rally New Zealand 2003
10. – 14. duben, 403,52 km, 22 rychlostních zkoušek
1. Marcus Gronholm, Timo Rautiainen – Peugeot 206 WRC
2. Richard Burns, Robert Reid – Peugeot 206 WRC
3. Petter Solberg, Phil Mills – Subaru Impreza WRC 03
4. Sebastien Loeb, Daniel Elena – Citroen Xsara WRC
5. Toni Gardemeister, Paavo Lukander – Škoda Octavia WRC Evo3
6. Alister McRae, David Senior – Mitsubishi Lancer EVO VII WRC 02
7. Tommi Makinen, Kaj Lindstrom – Subaru Impreza WRC 03
8. Didier Auriol, Denis Giraudet – Škoda Octavia WRC Evo3
9. Francois Duval, Stéphane Prévot – Ford Focus RS WRC 03
10. Mikko Hirvonen, Jarmo Lehtinen – Ford Focus RS WRC 03

## 23. Rally Argentina 2003
8. – 11. květen, 402,35 km (zrušeno 23,02 km), 25 rychlostních zkoušek
1. Marcus Gronholm, Timo Rautiainen – Peugeot 206 WRC
2. Carlos Sainz, Marc Marti – Citroen Xsara WRC
3. Richard Burns, Robert Reid – Peugeot 206 WRC
4. Harri Rovanperä, Risto Pietiläinen – Peugeot 206 WRC
5. Petter Solberg, Phil Mills – Subaru Impreza WRC 03
6. Didier Auriol, Denis Giraudet – Škoda Octavia WRC Evo3
7. Toni Gardemeister, Paavo Lukander – Škoda Octavia WRC Evo3
8. Francois Duval, Stéphane Prévot – Ford Focus RS WRC 02
9. Toshihiro Arai, Tony Sircombe – Subaru Impreza WRX
10. Gabriel Raies, Jorge Perez Companc – Toyota Corolla WRC

## 50. Acropolis Rally 2003
5. – 8. červen, 399,49 km (zrušeno 2,43 km), 22 rychlostních zkoušek
1. Markko Martin, Michael Park – Ford Focus RS WRC 03
2. Carlos Sainz, Marc Marti – Citroen Xsara WRC
3. Petter Solberg, Phil Mills – Subaru Impreza WRC 03
4. Richard Burns, Robert Reid – Peugeot 206 WRC
5. Tommi Makinen, Kaj Lindtrom – Subaru Impreza WRC 03
6. Harri Rovanpera, Risto Pietilainen – Peugeot 206 WRC
7. Gilles Panizzi, Hervé Panizzi – Peugeot 206 WRC
8. Colin McRae, Derek Ringer – Citroen Xsara WRC
9. Didier Auriol, Denis Giraudet – Škoda Octavia WRC Evo3
10. Jari-Matti Latvala, Carl Williamson – Ford Focus RS WRC 02

## 31. Cyprus Rally 2003
20. – 23. červen, 341,05 km, 18 rychlostních zkoušek
1. Petter Solberg, Phil Mills – Subaru Impreza WRC 03
2. Harri Rovanpera, Risto Pietilainen – Peugeot 206 WRC
3. Sebastien Loeb, Daniel Elena – Citroen Xsara WRC
4. Colin McRae, Derek Ringer – Citroen Xsara WRC
5. Carlos Sainz, Marc Marti – Citroen Xsara WRC
6. Mikko Hirvonen, Jarmo Lehtinen – Ford Focus RS WRC 02
7. Armin Schwarz, Manfred Hiemer – Hyundai Accent WRC 03
8. Alistair Ginley, Rory Kennedy – Ford Focus RS WRC 01
9. Toshihiro Arai, Toni Sircombe – Subaru Impreza WRX
10. Martin Rowe, Trevor Agnew – Subaru Impreza WRX STi

## 22. ADAC Rallye Deutschland 2003
25. – 27. červenec, 388,23 km, 22 rychlostních zkoušek
1. Sebastien Loeb, Daniel Elena – Citroen Xsara WRC
2. Marcus Gronholm, Timo Rautiainen – Peugeot 206 WRC
3. Richard Burns, Robert Reid – Peugeot 206 WRC
4. Colin McRae, Derek Ringer – Citroen Xsara WRC
5. Markko Martin, Michael Park – Ford Focus RS WRC 03
6. Carlos Sainz, Marc Marti – Citroen Xsara WRC
7. Francois Duval, Stéphane Prévot – Ford Focus RS WRC 03
8. Petter Solberg, Phil Mills – Subaru Impreza WRC 03
9. Cédric Robert, Gerard Bedon – Peugeot 206 WRC
10. Gilles Panezzi, Hervé Panizzi – Peugeot 206 WRC

## 53. Neste Rally Finland 2003
7. – 8. srpen, 409,18 km, 23 rychlostních zkoušek
1. Markko Martin, Michael Park – Ford Focus RS WRC 03
2. Petter Solberg, Phil Mills – Subaru Impreza WRC 03
3. Richard Burns, Roberrrt Reid – Peugeot 206 WRC
4. Carlos Sainz, Marc Marti – Citroen Xsara WRC
5. Sebastien Loeb, Daniel Elena – Citroen Xsara WRC
6. Tommi Makinen, Kaj Lindstrom – Suabru impreza WRC 03
7. Janne Tuohino, Jukka Aho – Ford Focus RS WRC 02
8. Sebastian Lindholm, Timo Hantunen – Peugeot 206 WRC
9. Juuso Pykalisto, Esko Mertsalmi – Peugeot 206 WRC
10. Freddy Loix, Sven Smeets – Hyundai Accent WRC 03

## 16. Telstra Rally Australia 2003
4. – 7. září, 386,31 km, 24 tychlostních zkoušek
1. Petter Solberg, Phil Mills – Subaru Impreza WRC 03
2. Sebastien Loeb, Daniel Elena – Citroen Xsara WRC
3. Ricahrd Burns, Robert Reid – Peugeot 206 WRC
4. Colin McRae, Derek Ringer – Citroen Xsara WRC
5. Carlos Sainz, Marc Marti – Citroen Xsara WRC
6. Tommi Makinen, Kaj Lindstrom – Suabru Impreza WRC 03
7. Harri Rovanpera, Risto Pietilainen – Peugeot 206 WRC
8. Fraddy Loix, Sven Smeets – Hyundai Accent WRC 03
9. Mikko Hirvonen, Jarmo Lehtinen – Ford Focus RS WRC 02
10. Francois Duval, Stéphane Prévot – Ford Focus RS WRC 03

## 45. Rallye Sanremo - Rallye d'Italia 2003
3. – 5. říjen, 387,36 km, 14 tychlostních zkoušek
1. Sebastien Loeb, Daniel Elena – Citroen Xsara WRC
2. Gilles Panizzi, Hervé Panizzi – Peugeot 206 WRC
3. Markko Martin, Michael Park – Ford Focus RS WRC 03
4. Carlos Sainz, Marc Marti – Citroen Xsara WRC
5. Francois Duval, Stéphane Prévot – Ford Focus RS WRC 03
6. Colin McRae, Derek Ringer – Citroen Xsaar WRC
7. Ricahrd Burns, Robert Reid – Peugeot 206 WRC
8. Philippe Bugalski, Jean-Paul Chiaroni – Citroen Xsara WRC
9. Cédric Robert, Gerald Bedon – Peugeot 206 WRC
10. Tommi Makinen, Kaj Lindstrom – Subaru Impreza WRC 03

## 47. Tour de Corse - Rallye de France 2003
17. – 19. říjen, 397,40 km, 16 rychlostních zkoušek
1. Petter Solberg, Phil Mills – Subaru Impreza WRC 03
2. Carlos Sainz, Marc Marti – Citroen Xsara WRC
3. Francois Duval, Stéphane Prévot – Ford Focus RS WRC 03
4. Marcus Gronholm, Timo Rautiainen – Peugeot 206 WRC
5. Colin McRae, Derek Ringer – Citroen Xsara WRC
6. Gilles Panizzi, Hervé Panizzi – Peugeot 206 WRC
7. Tommi Makinen, Kaj Lindstrom – Suabru Impreza WRC 03
8. Richard Burns, Robert Reid – Peugeot 206 WRC
9. Philippe Bugalski, Jean-Paul Chiaroni – Citroen Xsara WRC
10. Mikko Hirvonen, Jarmo Lehtinen – Ford Focus RS WRC 03

## 39. Rally Catalunya - Costa Brava 2003
24. – 26. říjen, 381,18 km, 22 rychlostních zkoušek
1. Gilles Panizzi, Hervé Panizzi – Peugeot 206 WRC
2. Sebastien Loeb, Daniel Elena – Citroen Xsara WRC
3. Markko Martin, Michael Park – Ford Focus RS WRC 03
4. Francois Duval, Stéphane Prévot – Ford Focus RS WRC 03
5. Petter Solberg, Phil Mills – Subaru Impreza WRC 03
6. Marcus Gronholm, Timo Rautiainen – Peugeot 206 WRC
7. Carlos Sainz, Marc Marti – Citroen Xsara WRC
8. Tommi Makinen, Kaj Lindstrom – Subaru Impreza WRC 03
9. Colin McRae, Derek Ringer – Citroen Xsara WRC
10. Philippe Bugalski – Jean-Paul Chiaroni – Citroen Xsara WRC

## 59. Wales Rally of Great Britain 2003
6. – 9. listopad, 376,81 km, 18 rychlostních zkoušek
1. Petter Solberg, Phil Mills – Subaru Impreza WRC 03
2. Sebastien Loeb, Daniel Elena – Citroen Xsara WRC
3. Tommi Makinen, Kaj Lindstrom – Peugeot 206 WRC
4. Colin McRae, Derek Ringer – Citroen Xsara WRC
5. Francois Duval, Stéphane Prévot – Ford Focus RS WRC 03
6. Freddy Loix, Sven Smeets – Peugeot 206 WRC
7. Manfred Stohl, Ilka Minor-Petrasko – Peugeot 206 WRC
8. Roman Kresta, Jan Tománek – Peugeot 206 WRC
9. Juuso Pykalisto, Risto Mannisenmäki – Peugeot 206 WRC
10. Jari-Matti Latvala, Miikka Anttila – Ford Focus RS WRC 03

## Celkové Pořadí

### Značky
1. Citroen Total WRT – 160
2. Marlboro Peugeot Total – 145
3. 555 Subaru World Rally Team – 109
4. Ford Motor Co Ltd – 93
5. Škoda Motorsport – 23
6. Hyundai World Rally Team – 12

### Jezdci
1. Petter Solberg – 72
2. Sebastien Loeb – 71
3. Carlos Sainz – 63
4. Richard Burns – 58
5. Markko Martin – 49
6. Marcus Gronholm – 46
7. Colin McRae – 45
8. Tommi Makinen – 30
9. Francois Duval – 30
10. Gilles Panizzi – 27

### JWRC
1. Brice Tirabassi – 38
2. Salvador Canellas – 36
3. Daniel Carlsson – 33
4. Urmo Aava – 20
5. Mirco Baldacci – 20

### PWRC
1. Martin Rowe – 43
2. Toshihiro Arai – 38
3. Stig Blomgvist – 30
4. Karamjit Singh – 30
5. Daniel Sola – 22